# RRM2B
La subunidad M2 B de la ribonucleósido-difosfato reductasa (RRM2B) es una enzima codificada en humanos por el gen RRM2B.

## Interacciones
La proteína RRM2B ha demostrado ser capaz de interaccionar con:
- Mdm2[5]
- Proteína ATM[5]